# Holton St Mary
Holton St Mary est une localité anglaise située dans le district de Babergh et le comté du Suffolk.